# The Saturday Evening Post
The Saturday Evening Post este o revistă bilunară americană. Ea a fost publicată săptămânal sub acest titlu din 1897 până în 1963, de două ori pe săptămână până în 1969, și trimestrial și apoi bilunar din 1971. În anii 1920 până în anii 1960, a fost una dintre revistele cele mai răspândite și influente pentru clasa de mijloc a societății americane, publicând scrieri de ficțiune, non-ficțiune, benzi desenate și diferite articole ce au ajuns în milioane de case în fiecare săptămână.
Revista a fost reproiectată în 2013.

## Istoric
The Saturday Evening Post a fost înființată în anul 1821 și a devenit în timp cea mai răspândită revistă săptămânală în America. Revista a dobândit un statut proeminent sub conducerea îndelungată a editorului George Horace Lorimer (1899-1937). Editorii au pretins că ea își avea originea istorică de la The Pennsylvania Gazette a lui Benjamin Franklin, care a fost publicată pentru prima dată în 1728 de către Samuel Keimer și apoi a fost vândută lui Franklin în 1729. Ea și-a întrerupt apariția în 1800. 
The Saturday Evening Post a publicat articole despre evenimente de actualitate, editoriale, subiecte de interes, umor, ilustrații, poezie (cu contribuțiile trimise de cititori), benzi desenate (inclusiv Hazel de Ted Key) și povestiri ale celor mai importanți scriitori ai vremii. Ea a fost cunoscută pentru ilustrațiile sale de mari dimensiuni și pentru lucrările de ficțiune. Ilustrațiile au fost publicate pe copertă și incluse în paginile cu povestiri și publicitate. Unele ilustrații din Post au devenit populare și continuă să fie reproduse ca afișe sau imprimări, mai ales cele realizate de Norman Rockwell.
Curtis Publishing Co. a încetat să publice revista Post în 1969, după ce compania a pierdut un proces pentru calomnie și a fost obligată să plătească daune de peste 3 milioane de dolari. Post și-a reînceput apariția în 1971 ca o publicație trimestrială cu circulație limitată. De la sfârșitul anilor 2000, The Saturday Evening Post este publicat de șase ori pe an de către Saturday Evening Post Society, care a achiziționat revista în 1982.

## Ilustrații

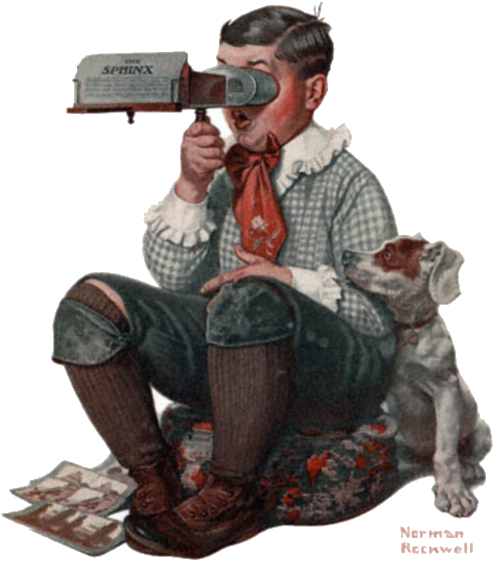
O ilustrație de pe coperta revistei Post realizată de Norman Rockwell pentru numărul din ianuarie 1922

În 1916, editorul Saturday Evening Post George Horace Lorimer l-a descoperit pe Norman Rockwell, pe atunci un artist new-york-ez în vârstă de 22 de ani. Lorimer a achiziționat prompt două ilustrații de ale lui Rockwell, publicându-le pe coperta revistei, și a comandat încă trei desene. Ilustrațiile lui Rockwell ce prezentau scene din familia americană și de viață rurală ale unei epoci apuse au devenit icoanice. În cei 50 de ani în care a colaborat la Post, Rockwell a ilustrat mai mult de 300 de coperte.
Post l-a angajat, de asemenea, pe artistul din Nebraska John Philip Falter, care „a devenit cunoscut ca un pictor al vieții americane cu accent pe Middle West”, care „a adus simplitatea și umorul vieții orășenești și casnice din Middle West”. El a realizat 120 de coperte pentru Post între 1943 și 1968, încetând colaborarea numai atunci când revista a început să afișeze fotografii pe copertă. Un alt artist proeminent a fost Charles R. Chickering, un ilustrator independent care a proiectat numeroase timbre poștale pentru U.S. Post Office. Alți ilustratori de copertă populari au fost artiștii George Hughes, Constantin Alajalov, John Clymer, W. H. D. Koerner, J. C. Leyendecker, Charles Archibald Catacutan, John E. Sheridan, Douglass Crockwell și N. C. Wyeth.
Printre caricaturiștii revistei s-au aflat Bob Barnes, Irwin Caplan, Tom Henderson, Al Johns, Clyde Miel, Jerry Marcus, Frank O'Neal, B. Tobey, Pete Wyma și Bill Yates. Revista a publicat serialul de benzi desenate Hazel al lui Ted Key din 1943 până în 1969.

## Conținut
Fiecare  număr conținea mai multe povestiri originale și includea adesea capitole ale unor foiletoane literare ce apăreau în numere succesive. Cele mai multe opere de ficțiune au fost scrise pentru marea masă a cititorilor de scriitori populari, dar au publicat aici și scriitori valoroși. Paginile de început ale povestirilor conțineau desene realizate de ilustratorii revistei. Post a publicat povestiri și eseuri scrise de H. E. Bates, Ray Bradbury, Kay Boyle, Agatha Christie, Brian Cleeve, William Faulkner, F. Scott Fitzgerald, C. S. Forester, Ernest Haycox, Robert A. Heinlein, Kurt Vonnegut, Paul Gallico, Normand Poirier, Hammond Innes, Louis L'Amour, Sinclair Lewis, Joseph C. Lincoln, John P. Marquand, Edgar Allan Poe, Sax Rohmer, William Saroyan, John Steinbeck, Rex Stout și Rob Wagner. De asemenea, revista a publicat poeziei ale unor poeți cunoscuți precum Carl Sandburg, Ogden Nash, Dorothy Parker și Hannah Kahn.
Cunoscutul roman Chemarea străbunilor al lui Jack London a fost publicat pentru prima dată, în formă serializată, în Saturday Evening Post, în 1903.
Un nume emblematic pentru ficțiunea publicată de revista Post a fost autorul Clarence Buddington Kelland, care a colaborat începând din 1916-1917 cu poveștile despre Efficiency Edgar și Scattergood Baines. Kelland a fost o prezență constantă din 1922 până în 1961.
Timp de mulți ani, William Hazlett Upson a contribuit cu foarte populara serie de povestiri despre escapadele vânzătorului Alexander Botts. Publicarea în Post a lansat carierele și i-a ajutat pe mulți artiști și scriitori să rămână pe linia de plutire. P. G. Wodehouse a spus că „lupul era întotdeauna la ușă” până ce Post i-a oferit „prima evadare” în 1915 prin serializarea romanului Something Fresh.
După alegerea lui Franklin Delano Roosevelt, cronicarul Garet Garrett de la Post a devenit un critic al programului New Deal. Garrett a acuzat administrația Roosevelt de a iniția strategii socialiste. După ce Lorimer a murit, Garrett a devenit editorialist-șef și a criticat sprijinul acordat de administrația Roosevelt pentru Marea Britanie și eforturile de pregătire a intrării în ceea ce a devenit cel de-al Doilea Război Mondial. Pozițiile lui Garrett au stârnit controverse și au făcut ca Post să piardă cititori și contracte cu agenții de publicitate.

## Declinul și dispariția
Cititorii revistei Post au început să scadă în anii 1950 și 1960. În general, declinul revistelor de interes general s-a datorat apariției televiziunii, care a concurat pentru obținerea de contracte cu agenții de publicitate și pentru atenția cititorilor. Post a întâmpinat probleme în menținerea interesului cititorilor: gustul publicului față de ficțiune era în schimbare, iar politica și valorile conservatoare ale revistei Post au condus la scăderea numărului de cititori. A devenit din ce în ce mai greu să se obțină materiale de la scriitorii populari. Autorii proeminenți au migrat către revistele noi care le ofereau mai mulți bani și un statut mai solid. Ca urmare, Post a publicat mai multe articole despre evenimentele curente și a redus costurile prin înlocuirea ilustrațiilor cu fotografii și cu reclame.
Editorul revistei, Curtis Publishing Company, a pierdut un proces de calomnie, Curtis Publishing Co. v. Butts 388 U.S. 130 (1967), din cauza unui articol pe care-l publicase, și a fost obligată să plătească 3.060.000 de dolari ca despăgubiri. Articolul incriminat din Post sugera că antrenorii de fotbal Paul „Bear” Bryant și Wally Butts s-au înțeles să trucheze un meci între University of Alabama și University of Georgia. Ambii antrenori au dat în judecată Curtis Publishing Co. pentru defăimare, fiecare cerând inițial daune de 10 milioane de dolari. Bryant a acceptat să primească 300.000 de dolari, în timp ce cazul lui Butts a ajuns la Curtea Supremă, care a considerat că daunele pentru calomnie pot fi recuperate (în acest caz împotriva unei agenții de știri) atunci când partea vătămată nu este un funcționar public, în cazul în care reclamantul poate dovedi că inculpatul este vinovat de încălcarea standardelor de etică profesională atunci când publică acuzații lipsite de credibilitate. (Butts a primit în cele din urmă 460.000$.)
William Emerson a fost promovat în funcția de redactor-șef în 1965 și a rămas în funcție până la desființarea revistei în 1969.
În 1968, Martin Ackerman, un specialist în  gestionarea firmelor cu probleme financiare, a devenit președinte al Curtis după ce i-a acordat un împrumut de 5 milioane de dolari. Deși la început el a declarat că nu există planul de a închide revista, el i-a redus curând tirajul la jumătate într-o presupusă încercare de a crește calitatea publicului și apoi a încetat publicarea ei. Anunțând că numărul din 8 februarie 1969 va fi ultimul, Martin Ackerman a declarat că revista a pierdut 5 milioane de dolari în 1968 și ar putea pierde 3 milioane de dolari în 1969. Într-o întâlnire cu angajații după ce a fost anunțată închiderea revistei, Emerson a mulțumit personalului pentru activitatea depusă și a promis că „va rămâne aici și se va îngriji ca fiecare să-și găsească un loc de muncă”.
Într-un articol post-mortem din martie 1969 despre închiderea revistei, Emerson a declarat că Post a fost „un foarte bun vehicul pentru publicitate” cu rate de reînnoire și rapoarte ale audienței competitive și a exprimat dorința ca „toți criticii cu un ochi să-și piardă și celălalt ochi”, ceea ce The New York Times a numit „o amărăciune ușor de înțeles”. Otto Friedrich, ultimul director al revistei, l-a învinuit pe Curtis pentru încetarea apariției revistei Post. În Decline and Fall (Harper & Row, 1970), o relatare despre ultimii ani ai revistei (1962-1969), el a susținut că administratorii corporatiști au fost lipsiți de imaginație și incompetenți. Friedrich a recunoscut că Post se confrunta cu diferite provocări după ce gusturile cititorilor americani s-a schimbat de-a lungul anilor 1960, dar a insistat că revista a menținut un standard de bună calitate și a fost apreciată de cititori.

## Reapariția și proprietarii actuali
În 1970, controlul asupra societății Curtis Publishing Compay a fost achiziționat de la Cyrus Curtis de către industriașul Beurt SerVaas din Indianapolis. SerVaas a relansat Post în anul următor, cu o apariție trimestrială ca un fel de revistă pentru cei nostalgici.
La începutul anului 1982, dreptul de proprietate asupra Post a fost transferat către Benjamin Franklin Literary and Medical Society, companie fondată în 1976 de către editorul revistei Post, Dr. Corena „Cory” SerVaas (soția lui Beurt SerVaas). Revista s-a concentrat acum pe teme legate de medicină și sănătate; într-adevăr, site-ul revistei inițial a menționat că „credibilitatea The Saturday Evening Post a făcut-o un activ valoros pentru atragerea cititorilor de articole medicale și pentru a-i ajuta pe cercetătorii medicali să obțină evoluții ale stării de sănătate a familiilor. Sondajele de sănătate națională publicate în revistă au împins cercetarea curentă cu privire la teme cum ar fi cancerul, diabetul, hipertensiunea arterială, bolile de inimă, colita ulcerativă, spina bifida și tulburarea bipolară”. Dreptul de proprietate asupra revistei a fost transferat ulterior către Saturday Evening Post Society; Dr. SerVaas a condus ambele organizații. Gama de subiecte acoperite în articolele revistei este acum mai largă, potrivit pentru o gamă generală de cititori.
Prin 1991, Curtis Publishing Company a fost redenumită Curtis International, o subsidiară a SerVaas Inc., și a devenit un importator de echipamente audiovizuale. Astăzi Post este publicat de șase ori pe an de către Saturday Evening Post Society, care are un statut de organizație non-profit 501(c)(3).
Începând cu numărul din ianuarie/februarie 2013, Post a fost reproiectată, inclusiv un nou design de copertă și o lărgire a profilului revistei, ca răspuns la convingerea greșită a publicului că revista nu mai era în existență. Noul logo al revistei este o actualizare a unui logo folosit începând din 1942.

## Editori
(de la achiziționarea de către Curtis în 1898)
- William George Jordan (1898-1899)
- George Horace Lorimer (1899-1937)
- Wesley Winans Stout (1937-1942)
- Ben Hibbs (1942-1962)
- Robert Fuoss (1962)
- Robert Sherrod (1962)
- Lut Blair, Jr. (1962-1964)
- William Emerson (1965-1969)
- Beurt SerVaas (1971-1975)
- Cory SerVaas, M. D. (1975-2008)
- Joan SerVaas (2008-2009)
- Patrick Perry (2009)[22]
- Stephen C. George (2009-2010)
- Steven Slon (2012–prezent)[23][24]

## Coperte

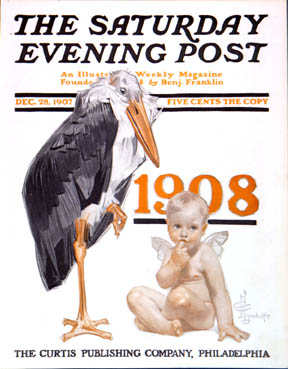
28 decembrie 1907. Copertă realizată de J. C. Leyendecker.
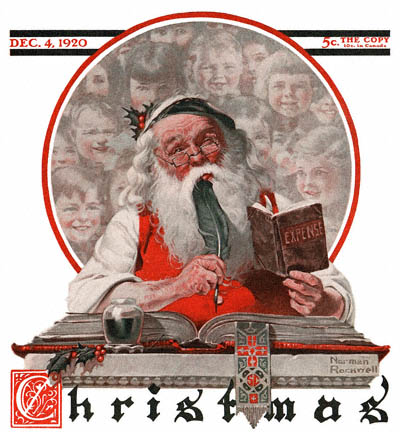
4 decembrie 1920. Copertă realizată de Norman Rockwell.
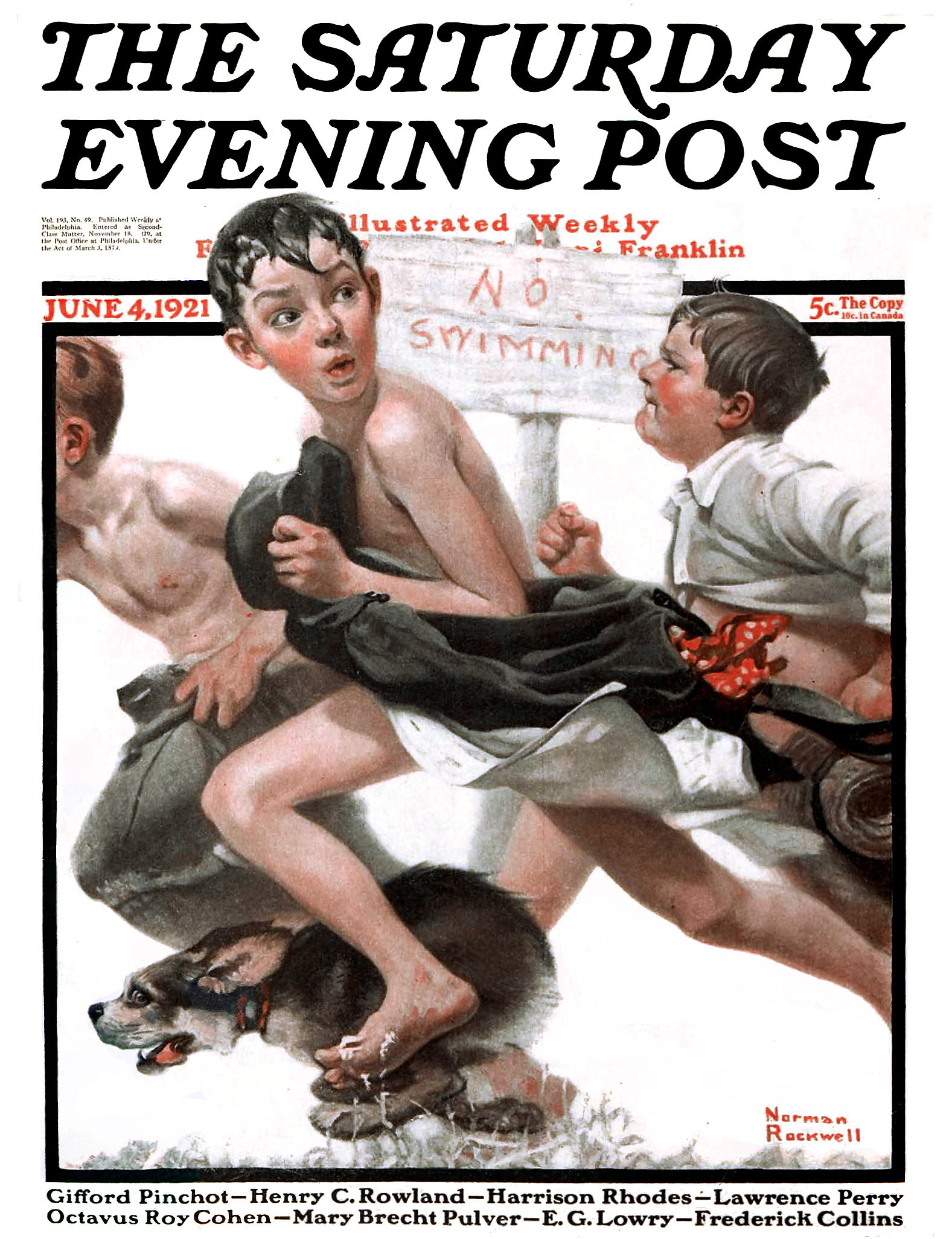
4 iunie 1921. Copertă realizată de Norman Rockwell.

### Reviste similare
- Collier's
- Harper's Weekly
- Liberty
- Life
- Look
- Reader's Digest (care se publică și în prezent)